# Radziwiłłové
Radziwiłłové či Radziwillové (polsky Radziwiłłowie; litevsky Radvilos; bělorusky Радзівілы, Radzivily) byl nejmocnější polsko-litevský šlechtický rod původně litevského, možná rusínského (běloruského) původu, který hrál význačnou roli v raně novověkých polsko-litevských dějinách, a to nejen v politické, ale i náboženské sféře (čelní prosazovatelé a ochránci kalvínské odnože reformace na Litvě). Jedna z rodových větví dosáhla až na dědičný titul knížat Svaté říše římské, jakožto vůbec první a pouze jeden z mála rodů v polském prostředí; někteří členové rodu se také sňatkově spříznili s polskými a německými panovnickými rodinami. Potomci Radziwiłłů žijí dodnes, většinou v Polsku a také v USA.

## Dějiny

### Počátky
Radziwiłłové jsou vlastně větví litevského bojarského rodu Ostiků (lit. Astikai; pol. Ościkowicze), sídlícího na důležitém hradišti v Kernavė. Význačný člen tohoto rodu Kristián Ostik (Kristinas Astikas, †1444) byl pobočníkem knížete Vitolda Velikého a později se stal vilenským kastelánem. Při uzavření Horodelské unie roku 1413 byl tento velmož spolu se 46 jinými katolickými litevskými bojary adoptován do řad polské szlachty – konkrétně byl přiřazen k herbu (erbovnímu společenství) jménem Trąby („Trouby“, tj. lovecké rohy). Jeden ze čtyř Ostikových synů, Radvila Astikas (Radziwiłł Ościkowicz, †1477), se stal otcem nového rodu, kterému následně dal i své jméno v polonizované podobě: od jeho syna Mikuláše Radziviłłoviče Starého (Mikołaj Radziwiłłowicz Stary, †1509) už všichni další potomci nesli Radvilovo jméno jako rodové.

### Mocenský rozmach

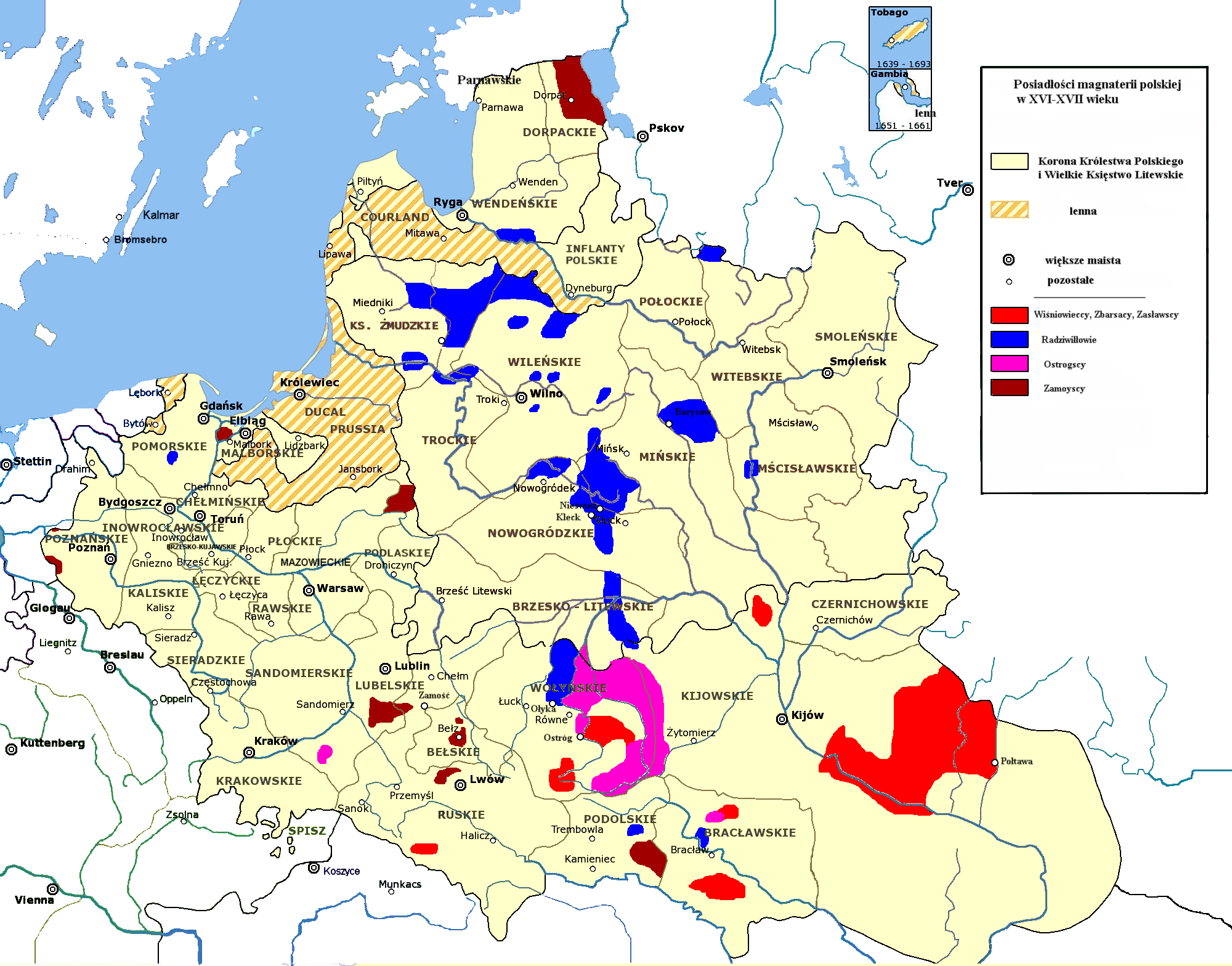
Panství Radziwiłłů a dalších magnátských rodů v rámci 1. Rzeczpospolité (16.–17. století)

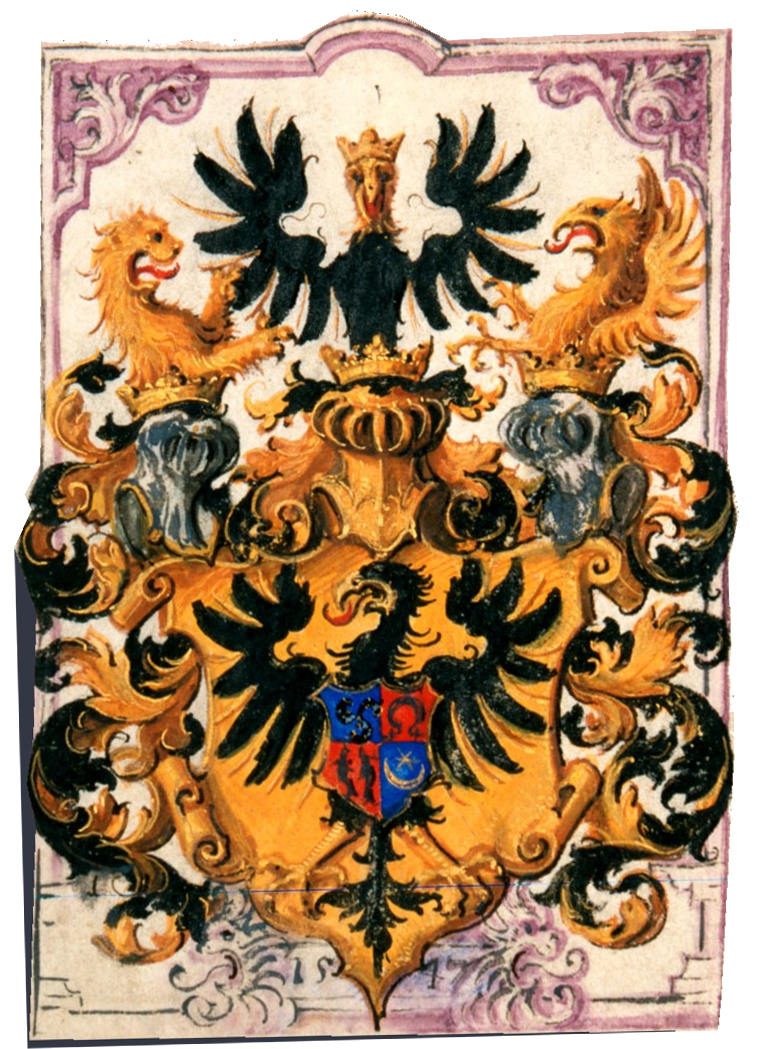
Erb Radziwiłłů udělený jim císařem roku 1547 (původní erb – tři do středu náústky otočené černozlaté lovecké rohy na modrém poli – je v prvním poli čtvrceného srdečního štítku na orlici)

V 16. století se rod rozdělil na několik linií, z nichž dvě přijaly kalvinismus, z čehož jedna již po dvou pokoleních na konci 16. století přestoupila zpět k římskému katolictví, druhá zůstala věrná protestantskému vyznání až do svého vymření koncem 17. století.
Prestižní úspěch pro rod znamenalo získání dědičného titulu říšských knížat 14. prosince 1547 od římskoněmeckého císaře Ferdinanda I. Habsburského. Titul byl potvrzen i v Rzeczpospolité – přestože jinak se polská šlechta obecně zavádění cizích titulatur bránila – v aktu lublinské unie (1569), přes jednotlivé linie v následující posloupnosti:
- linie z Meteliů, Goniądze a Raigardu v letech 1515/18 – vymřela po meči roku 1542
- linie z Olyky a Ňasviže roku 1547 – dosud žijící
- linie z Biržů a Dubingiai roku 1547 („kalvínská linie“) – vymřela v mužské linii roku 1669

## Významní členové rodu
- Barbora Radziwiłłovna (1520–1551)
- Mikuláš Radziviłł Černý (1515–1565)
- Mikuláš Radziwiłł Rudý (1512–1584)
- Januš Radziwiłł (1612–1655)
- Bohuslav Radziwiłł (1620–1669)
- Luisa Karolína Radziwiłłovna (1667–1695)
- Karol Stanisław Radziwiłł (1734–1790)
- Antoni Radziwiłł (1775–1833)
- Eliza Radziwiłłovna (1803–1834)
- Janusz Radziwiłł (1880–1967)
- Anna Radziwiłł (1939–2009)